# Метреон (Сан Франциско)
„Метреон“ (на английски: Metreon) e развлекателен и търговски център в центъра на Сан Франциско, открит на 16 юни 1999 г.
Разположен е на 4 етажа с площ от 33 000 кв. метра (350 000 кв. фута). В него се помещават заведения за хранене, кина, изложби, игри и магазини.